# 韦斯娜·拉多维奇
韦斯娜·拉多维奇（1954年9月7日—），塞尔维亚、奥地利女子手球运动员。她曾代表南斯拉夫、奥地利参加1980年和1984年夏季奥林匹克运动会手球比赛，获得一枚银牌。